# 공군작전지휘부
공군작전지휘부(중국어 정체자: 空軍作戰指揮部, 영어: ROC Air Force Combatant Command→공군전투사령부)는 타이베이시 다안구에 있는 중화민국 공군의 공중전 작전 지휘부이다. 전시에 중화민국의 합동 항공작전 지휘부가
전시에 국군연합작전지휘소의 명령에 항공전 따라 다른 군종과의 합동전 및 제공권의 확보를 위해 병력을 파견하여 배치한다. 공군작전지휘부의 지휘소는 전시에 예비군 지휘소로도 이용된다.

## 역사
1950년 4월 16일, 국방부방공사령부로서 설립되었다.
1952년 1월 1일, 공군총사령부로 산하로 넘어가 국방부 명칭이 빠진 공군방공사령부로 개명되었다.
1953년 4월 16일, 공군작전사령부로 개편되었다.
2006년, 조직 개편에 따라 사령부에서 지휘부로 지위가 낮아짐에 따라 공군작전지휘부로 개명되었다.

## 조직 구조

### 부서
- 지휘관: 중장 1명
- 제1부지휘관: 중장 1명
- 제2부지휘관: 소장 1명
- 참모장 소장 1명
- 참모장 (작전) 상교 1명
- 참모장 (후근) 상교 1명
- 정치작전실
  - 주임: 소장 1명
  - 부주임: 상교 1명
- 지휘부 사관독도장: 사관장 1명

### 산하 조직
- 공군전술관제연대(전관연대) - 타이완성 타이베이시 쑹산구
- 공군통신항관자동연대(항자연대) - 타이완성 타이베이시 쑹산구
- 공군기상연대 - 타이완성 타이베이시 다안구
- 헌병 제12중대

## 기록

### 소속
1. 국방부; 1950년 4월 16일
2. 공군총사령부; 1952년 1월 1일
3. 공군사령부; 2005년 1월 1일
4. 국방부 공군사령부; 2006년 2월 15일

### 계보
- 1950년 4월 16일, 國防部防空司令部, 국방부 방공사령부
- 1952년 1월 1일, 空軍防空司令部, 공군방공사령부
- 1953년 4월 16일, 空軍作戰司令部, 공군작전사령부
- 2006년 3월 1일, 空軍作戰指揮部, 공군작전지휘부

## 같이 보기
- 대한민국 공군 공군작전사령부
- 일본 항공자위대 항공총대